# Librační centrum

Librační centra soustavy s velmi těžkým centrálním tělesem (jako je Slunce v soustavě Slunce - Země)

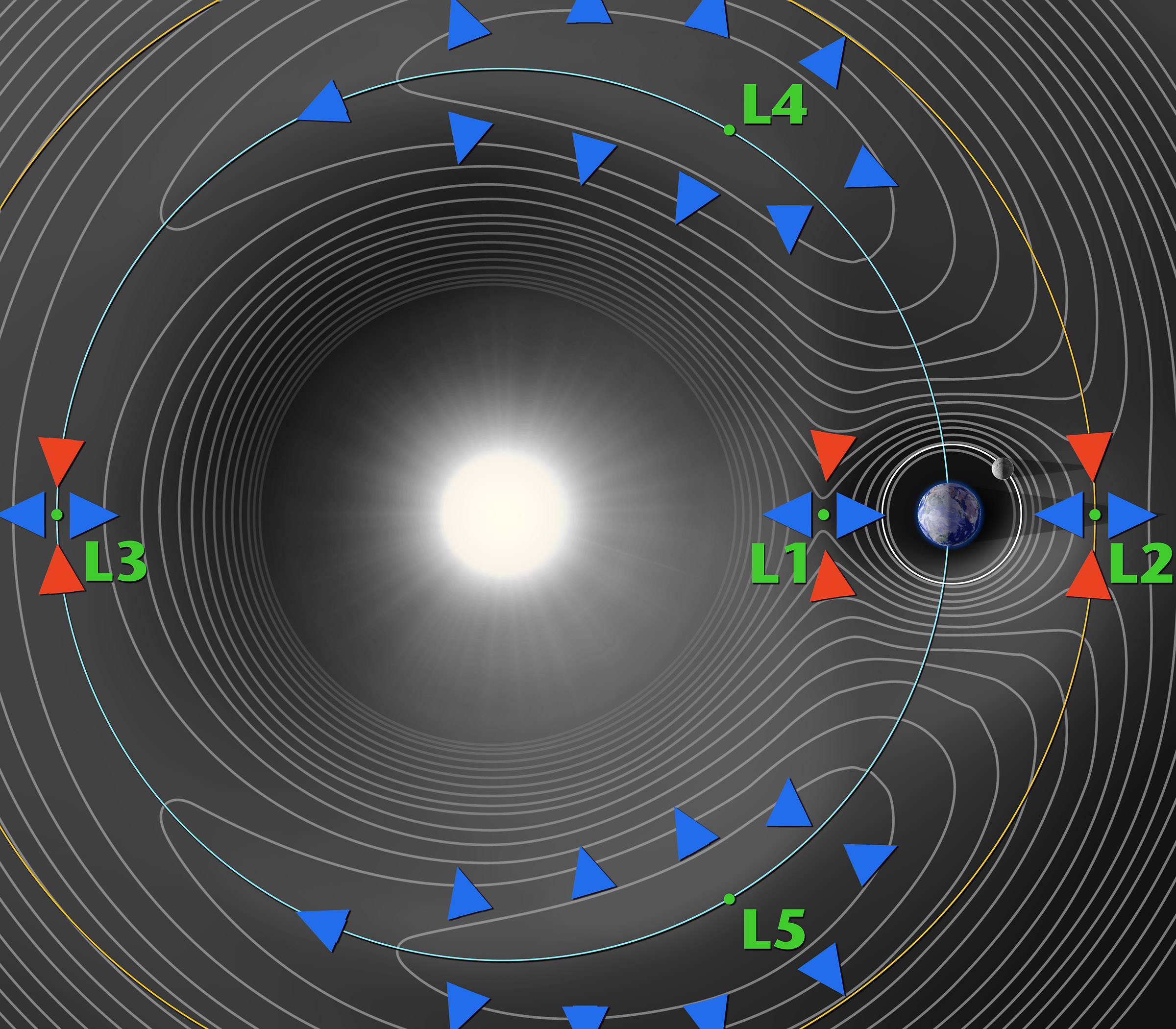
Lagrangeovy body a ekvipotenciální křivky soustavy dvou těles

Librační centrum (librační bod, Lagrangeův bod) je v nebeské mechanice takový bod v soustavě tří těles m1, m2 a m3 rotujících kolem společného těžiště, v němž se vyrovnávají gravitační a odstředivé síly působící na třetí (relativně lehké) těleso tak, že toto těleso umístěné v daném bodě nemění vůči soustavě svou polohu (zachovává od m1 i m2 konstantní vzdálenost). Všechna librační centra se nacházejí v rovině rotace těchto těles a je jich celkem pět. Označují se L1 až L5.
Vlastnosti libračních center popsal v roce 1772 francouzský matematik a fyzik Joseph Louis Lagrange.
L1, L2 a L3 leží na spojnici obou těles. L1 mezi nimi, L2 a L3 na jejich vnějších stranách. Pokud je centrální těleso soustavy vzhledem k ostatním tělesům velmi těžké, pak centra L4 a L5 tvoří s tělesy m1 a m2 rovnostranné trojúhelníky.
Z pohledu neinerciální vztažné soustavy rotující s oběma hlavními tělesy jsou silové účinky těles m1 a m2 a odstředivá síla působící na malé těleso umístěné v jednom z libračních center v rovnováze. Přesnější rozbor lze provést pomocí součtu gravitačních potenciálů hlavních těles a "rotačního" potenciálu neinerciální soustavy.
Librační centra L1 a L2 soustavy Slunce-Země lze dobře využít pro umístění družic pro pozorování vesmíru nebo Slunce. Jsou vzdálena asi 1,5 milionu km (0,01 au) od Země (tj. zhruba 4× vzdálenost Měsíce). V libračním centru L1 je umístěna kosmická sonda SOHO. V libračním centru L2 je umístěna astrometrická sonda Gaia (vypuštěna 2013), mezi lety 2009–2013 odtud pracovaly kosmický dalekohled Planck a Herschelova vesmírná observatoř. V tomto bodě je rovněž umístěn vesmírný dalekohled Jamese Webba.
Výpočtem lze ukázat, že poloha tělesa je stabilní pouze v bodech L4 a L5 (těleso má při výchylce tendenci kolem těchto bodů oscilovat). V reálu je i jejich stabilita (hlavně vlivem působení dalších těles v soustavě) omezená. Tělesa zachycená v okolí bodů L4 a L5 kolem nich obvykle mírně oscilují po drahách nazývaných „tadpole“ (pulec, podle jejich tvaru; např. Trojané planety Jupiter), případně se pohybují po drahách nazývaných „horseshoe“ (podkova) okolo bodů L4, L3, L5 a zpět.
Body L1 až L3 jsou v rovině oběhu nestabilní i při malé výchylce od ideální polohy, lze však najít skloněné polostabilní „halo“ dráhy kolem těchto bodů (využívané k umisťování družic).

Grafický rozbor sil působících na hlavní tělesa (E, M obíhající kolem těžiště b) a malé těleso v bodě L_{4} (v inerciální vztažné soustavě)